# おはようサタデー
おはようサタデー 思いのままに〜ミュージックサンキュー〜は、ミュージックバードで生放送されている番組。放送時間は、毎週土曜日の7時00分-8時55分（JST）。また、一部のコミュニティ放送局でもネットされている。オープニング曲は「風がはじまる場所」、エンディング曲は「なつかしゃや」で、どちらも多田周子が歌っている。
当初はThe United Cities of Japan おはようサタデー（ザ・ユナイテッド・シティーズ・オブ・ジャパン おはようサタデー）としており、日曜日のおはようサンデー同様、浜菜みやこをパーソナリティとして東京情報と各地域の地元情報をブレンドして発信していく構成となっていた。
2006年8月5日、9:00 - 10:55に放送されていた思いのままに〜ミュージックサンキューを内包することで、浜菜は日曜の担当となり、かわって「思いのままに」のパーソナリティが登場することで、土・日で番組内容が変わる結果となった。また、統合に伴い両番組の名称がそのまま残る形となった。
原則生放送だが、2020年の新型コロナウイルス感染症の拡大以後は生放送を減らして録って出しによる収録形式で特定のアーティストに絞った特集企画を放送する事が多い。
2025年2月1日放送において、同年3月限りで終了することが発表された。
最終回直前の2025年3月22日には、ネット局のFM Haro!がある静岡県浜松市のUP-ONスタジオから公開生放送を行い、全国から40人以上のリスナーが会場に訪れ、番組の終了を惜しむメールが50通以上届いた。

## 概要
ひのきしんじ、本間千代子をパーソナリティとして、音楽とトークを繰り広げる。

## コーナー
- ノンストップミュージック

ノンストップで、様々な音楽を送る。
- ひのきプロデューサーの気になる情報

最近のニュース・話題など、気になる情報のトークを繰り広げる。
- ゲストコーナー

週替わりのゲストとのトークを繰り広げる。